# Smedseröd

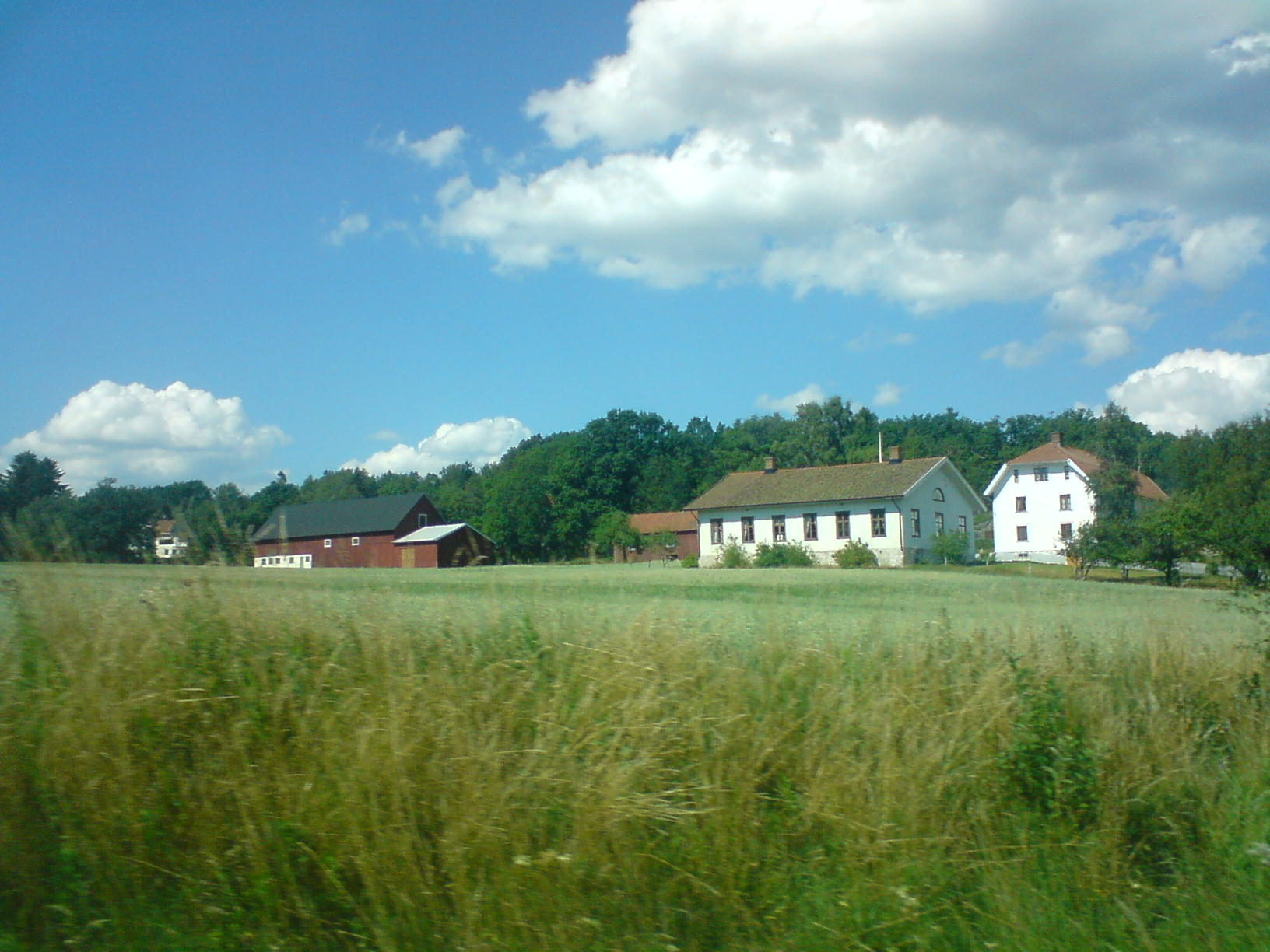
Smedseröds tingshus och gästgiveri

Smedseröd var tingsställe i Inlands Nordre härad (före 1658 en skeppsreda kallat Grössbacka skeppsreda) och ligger i sydvästra delen av Ucklums socken, norr om och nära gränsen till Spekeröds socken, båda i Stenungsunds kommun i Bohuslän, Västra Götalands län.
Gränsen går i skogsområdet på grusåsen Grössbacken och Smedseröd ligger vid ängs- och åkermark i åsens norra sluttning. Tingsplatsen valdes såsom en central plats i en större bygd. Gränsen mellan två socknar mitt i häradet vid ett landmärke som en hög ås var då en bra plats. Tingsplatsen vid Grössbacken gav namn åt Grössbacka skeppsreda.

## Tingsplats, tingshus och gästgiveri
Gården Smedseröd blev senare känd som tingsplats och gästgiveri. År 1685 flyttades denna verksamhet hit och fungerade fram till 1938, då tingsfunktionerna i Inlands Nordre och Inlands Fräkne härader förlades till Stenungsund. Samtidigt lades gästgiveriet ned.
1859 uppfördes ett nytt tingshus och manbyggnad (med gästgiveriet och med bostad för gästgivaren, tillika gårdens ägare). Båda dessa byggnader är fortfarande kvar på platsen. På gårdsplanen fanns fram till 1938 en arrestlokal. På gården ingick också ett stort antal magasin och uthus. Alla byggnaderna i trä är mycket välbevarade. Tingshuset nämns på en. Idag finns där ett behandlingshem.

## Förhistoria och naturvärden
I området finns lämningar såsom gravfält och stensättningar från förhistorisk tid och i dess norra del har fossil åkermark hittats. Belägg finns också för att området runt Smedseröd använts under medeltiden under det äldre namnet är Presstorp och Pottebacken. Detta namn antyder en tidig tegeltillverkning på stället. Långt in på 1900-talet fanns ett tegelbruk nära området. Området innehåller även stora naturvärden och här finns en skyddad ek benämnd "Bellmanseken", naturminne enligt § 13 Naturvårdslagen (som gällde då materialet i källan skrevs, nu gäller Miljöbalken).

## Sammanfattning
Området hade alltså en viktig roll både i kommunikationsväsendet som gästgiveri och i lagstiftningen som tingsplats i Inlands Nordre härad. Det var länge både en samlingsplats och en kontaktplats för allmogen. Spår finns även från tidig odling och bebyggelse.